# Enterprise Inns
Enterprise Inns plc ist ein 1991 gegründetes Unternehmen aus der Gastronomiebranche mit Sitz im britischen Solihull. Das Unternehmen betreibt 5.000 Pubs in England, Wales und Schottland, darunter so bekannte Häuser wie das The Lock Stock & barrel, das Poet´s Corner oder The Compass Rose. Enterprise Inns ist an der London Stock Exchange im FTSE 100 gelistet.

## Geschichte

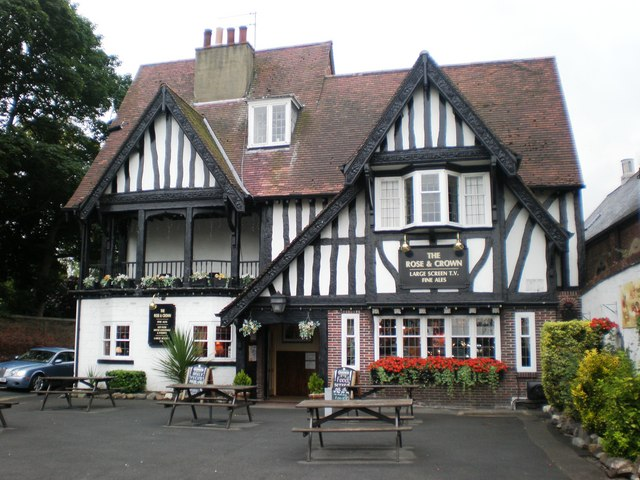
The Rose and Crown, Beverley

Das Unternehmen wurde 1991 gegründet und führte damals 368 Gastwirtschaften in Großbritannien eigenständig oder in Franchise System. 2004 koordinierte Enterprise Inns annähernd 9.000 Gastronomiebetriebe in England, Wales und Schottland, unter anderem bekannte Gastwirtschaften wie das The Lock Stock & barrel in Halifax, das Poet´s Corner in Cardiff und The Compass Rose in Portsmouth.